# Dańków (gmina w guberni warszawskiej)
Dańków – dawna gmina wiejska istniejąca w XIX wieku w guberni warszawskiej. Siedzibą władz gminy był Dańków.
Za Królestwa Polskiego gmina Dańków należała do powiatu grójeckiego w guberni warszawskiej.
Gmina została zniesiona w 1874 roku, a jej obszar włączono do gminy Błędów.